# Brent Kutzle
Brent Michael Kutzle (Newport Beach, 3 agosto 1985) è un musicista, compositore e produttore discografico statunitense.

## Biografia
Dal 2002 è bassista e violoncellista della band pop rock OneRepublic. Ha collaborato con diversi artisti tra cui Cobra Starship, Kelly Clarkson, Leona Lewis, Jessica Dobson, Beyoncé, Kevin Max e altri.
Brent è anche attivo in ambito cinematografico: ha interpretato piccoli ruoli nei film The Eye e Songs Like Rain; per quest'ultimo ha anche composto il tema principale. Inoltre ha composto la colonna sonora del film Behind the Water.